# Castelo de Trécesson

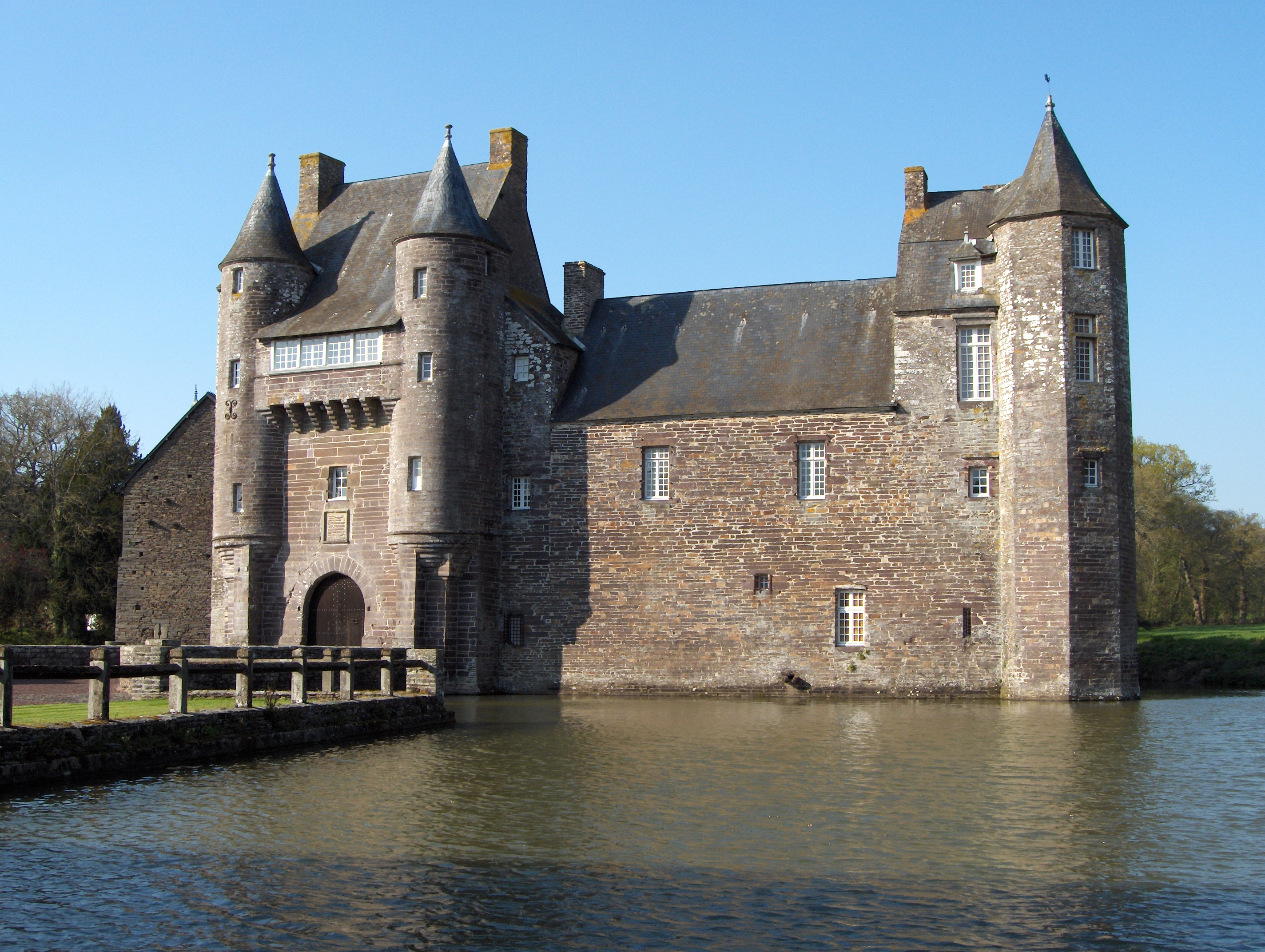
O Château de Trécesson

O château de Trécesson é um palácio fortificado francês que conservou o seu especto medieval. É um dos mais impressionantes Château da Bretanha. Os seus admiráveis muros em argila avermelhada reflectem-se nas águas do fosso que o rodeia. Está localizado na comuna de Campénéac (Morbihan), na proximidade da floresta de Brocéliande e na periferia do campo de Coëtquidan. É uma propriedade privada.

## Arquitectura
Acede-se ao palácio por uma ponte que atravessa o fosso. A entrada é comandada por importante casteleto flanqueado por duas torres estreitas com sacadas reunidas por uma antiga galeria. Sobre a direita fica uma longa fachada quase cega, coberta por um tecto de ardósia com longas abas, e que termina com uma torre de ângulo hexagonal. Em volta do pátio interior em forma trapezoidal encontra-se, à direita, um corpo de alojamentos de construção mais recente, talvez do final do século XVIII, e sobre a esquerda alojamentos domésticos e uma pequena capela senhorial. O conjunto é um sítio protegido pelos Monumentos Históricos da França.

## História
A origem do Château de Trécesson remonta à noite dos tempos. Já era mencionado como domicílio dos senhores de Ploërmel e Campénéac desde o século VIII. A família de Trécesson existe desde o século XIII e o seu primeiro representante conhecido foi o cavaleiro Jean de Trécesson cujo neto foi chanceler da Bretanha no século XIV. A tradição atribui a construção ao final do século XIV mas é mais provável que o palácio, na sa forma actual, date do século XV. É, com efeito, nesta época, cerca de 1440, que o último herdeiro com o nome de Trécesson se casa com Éon de Carné. Este e o seu filho François relevam o nome de  Trécesson e empreendem a reconstrução e transformação do palácio.
A habitação permanecerá propriedade da família Carné-Trécesson até 1773, quando a última proprietária, de nome Agathe de Trécesson se casa com René-Joseph Le Preste de Châteaugiron que se torna proprietário. O Château de Trécesson passou de seguida, em 1793, para Nicolas Bourelle de Sivry, pagador geral das guerras, deste aos Perrien, depois aos Montesquieu et Prunelé. A condessa de Prunelé habita actualmente no palácio.

## Lendas e pequena história
Várias lendas estão ligadas ao Château. A mais conhecida é a da Dama Branca, mas também há a do Cura sem cabeça,  a dos Jogadores Fantasmas e a da Residência do pé de anónimo. (Algumas das lendas estão descritas em francês nas ligações externas).
Durante a  Terror, em Junho de 1793, o deputado girondino Jacques-Joseph Defermon des Chapelières tinha assinado um protesto contra a exclusão dos Girondinos e foi obrigado a fugir, vindo refugiar-se no Château de Trécesson, permanecendo escondido mais de um ano.